# الهجرة (المحابشة)

تعديل مصدري - تعديل

الهجرة هي إحدى قرى عزلة بني مجيع بمديرية المحابشة التابعة لمحافظة حجة، بلغ تعداد سكانها 349 نسمة حسب تعداد اليمن لعام 2004.